# 真相 (X档案)
《真相》（英語：The Truth）是美国科幻电视剧《X档案》第九季大结局，也是本季第19至20集和全剧第201至202集。本集本是《X档案》全剧大结局，但十余年后第十季在2016年1月开播。《真相》2002年5月19日在福克斯电视网上下集连播，电视剧主创人克里斯·卡特编剧，金·曼纳斯导演，首播共吸引1325万观众，创下第九季最好成绩。评论界对本集反响不一，许多文章批评大结局有名无实，没解决多少谜团，也有评论对演员大衛·杜考夫尼全面回归和节目结局感到满意。
联邦调查局特工约翰·多格特、莫妮卡·雷耶斯和丹娜·斯嘉丽受命调查人称“档案”的悬案，这些案件大多同超自然现象有关。本集讲述沃尔特·斯金纳与斯嘉丽得知失踪近一年的福克斯·穆德因涉嫌谋杀政府秘密“超级战士”诺尔·罗勒被军方逮捕，穆德在斯金纳、雷耶斯、多格特、斯嘉丽和阿尔文·克什帮助下越狱，再与斯嘉丽前往新墨西哥州阿那萨吉人遗址找到癌人探寻真相，随后癌人和遗址悬崖上的房子都被黑色直升機摧毁。
本集是杜考夫尼在第八季大结局离开后首次回归主演，一起回归的还有众多常设角色，为许多持续很久没有解密的情节划上句点，又为可能推出的系列电影增加新谜团。剧组在加利福尼亚州多地取景，包括安沙波列哥沙漠州立公园和弗雷斯诺东面的水电站。卡特参与制作2008年的《X档案》系列电影《X檔案：我要相信》，并公开表示可能以《真相》揭示的外星人入侵为题材另拍电影。

## 剧情
福克斯·穆德（大衛·杜考夫尼饰）在政府官员云集的气象山军事基地现身，他从安全计算机系统查看高度机密文件，对其中详细记载的外星人殖民地球计划深感震惊和难受。忽然他发现有人靠近，马上躲起来后看到约翰·多格特（John Doggett，罗伯特·帕特里克饰）的老友诺尔·罗勒（Knowle Rohrer，亞當·鮑德溫）朝电脑走来。罗勒已经不可逆地转变成超级战士，他马上发现有人用过电脑，穆德想偷袭但打又打不过，跑也跑不赢，激烈对抗时穆德令罗勒撞上高压电线，罗勒看似触电身亡，企图逃跑的穆德马上被众多军人逮捕。
穆德被捕的消息传到联邦调查局，得知他再度出现而且局面如此严重后，丹娜·斯嘉丽（Dana Scully，吉蓮·安德森）和沃尔特·斯金纳（Walter Skinner，米徹·佩勒吉）前往基地探视，早已丧命的神秘人物亚历克斯·克雷切克（Alex Krycek，尼古拉斯·李饰）和X（史蒂文·威廉姆斯饰）也以鬼魂来凑热闹。斯嘉丽与斯金纳千方百计争取穆德释放无果，后者走上联邦调查局副局长阿尔文·克什（Alvin Kersh，小詹姆斯·皮肯斯饰）主持的军事法庭。局面非常不利，穆德似乎即将无可避免地沦为作秀公审受害者。
斯金纳为穆德辩护，斯嘉丽、多格特、莫妮卡·雷耶斯（Monica Reyes，安娜贝丝·吉什饰）、玛丽塔·科瓦鲁比亚（Marita Covarrubias，蘿莉·荷登饰）、吉布森·普雷斯（Gibson Praise，杰夫·高尓克饰）与杰弗里·斯彭德（Jeffrey Spender，克里斯·欧文斯饰）为穆德作证。控方用罗勒的尸体指控被告，斯嘉丽知道罗勒是常人几乎无可匹敌的“超级战士”并验尸证明这根本不是罗勒的尸体。但法庭以验尸未获授权为由不予承认，裁定穆德谋杀军官罪名成立并判死刑。多格特、斯金纳、雷耶斯和斯嘉丽随后协助穆德越狱，而且意外得到回心转意觉得一开始就该判罪名不成立的克什帮助。大家都劝穆德赶快从加拿大离开北美洲，但他决定和斯嘉丽一起前往新墨西哥州。穆德在路上又遇到孤枪侠三人的鬼魂，劝他保命要紧，不要一意孤行追寻真相，穆德婉言谢绝。另一边的多格特与雷耶斯发现办公室被人扫荡一空，表明X档案部第三次遭上级关闭。
穆德与斯嘉丽抵达阿那萨吉人遗址，希望找到“智者”解释穆德看到的机密文件到底意味着什么，结果发现“智者”其实就是根本没死的癌人（威廉·B·戴维斯饰），原来他一直东躲西藏，想在2012年12月22日的世界末日“殖民”中活下来。罗勒受命杀害穆德和癌人，雷耶斯与多格特赶来阻止，但罗勒在遗址内的磁鐵礦影响下死亡。多格特和雷耶斯与穆德和斯嘉丽换车后离开。黑色直升機摧毁遗址悬崖上的房子，癌人也在房内，满以为穆德还没来得及逃跑。多格特和雷耶斯加速离开。
穆德和斯嘉丽住进罗斯威尔的汽车旅馆，穆德表示“死对我们来说没什么损失。他们似乎是某种比我们更了不起的事物，比任何外星势力都强大。如果现在无能为力，我们或许应该聆听，从而获得自救的实力”。穆德宣称“也许有希望”，两人躺上床并满怀爱意地拥抱。

## 制作

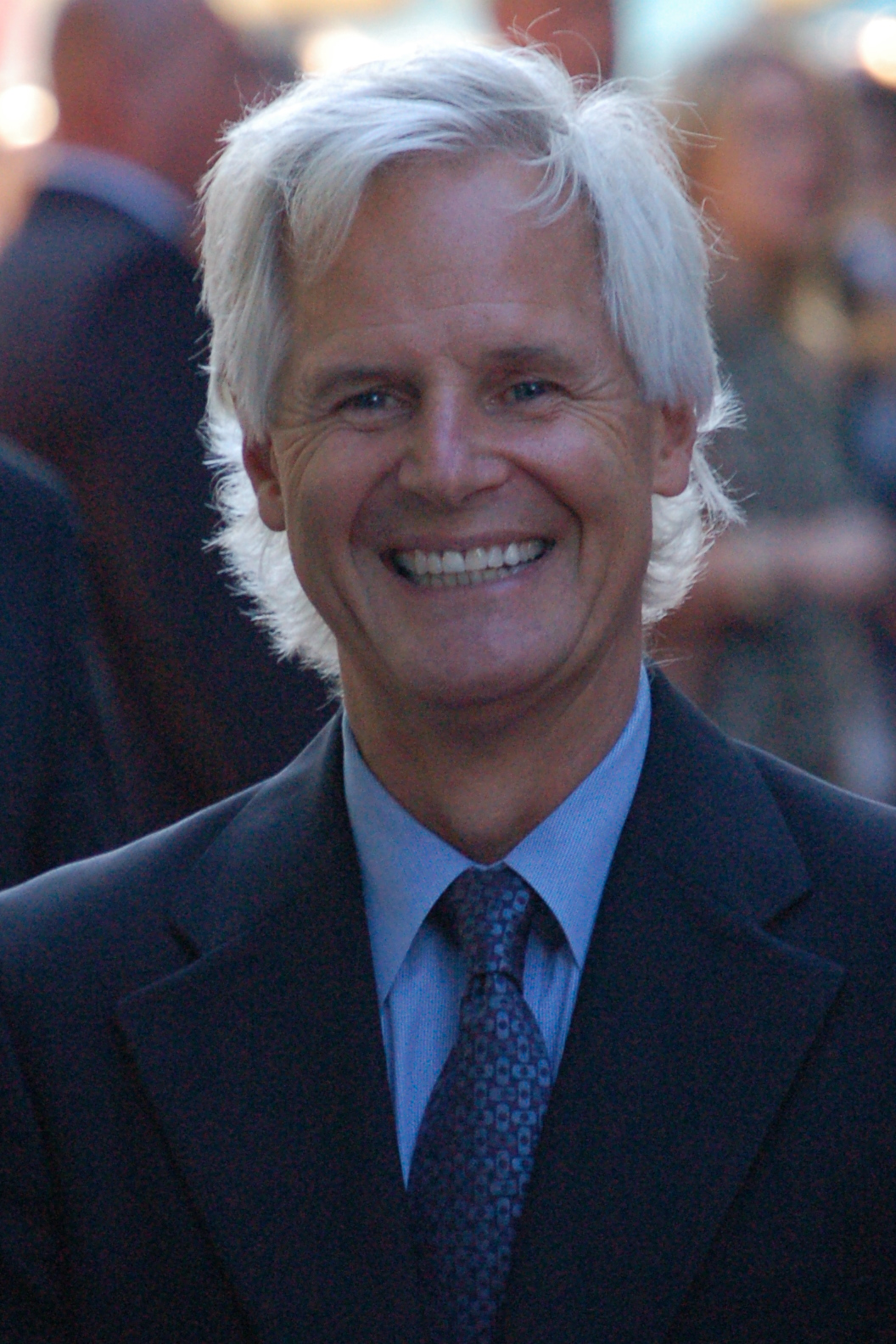
为《真相》编剧的克里斯·卡特表示：“知道这是最后一次编剧的感觉真奇怪”

### 编剧
《X档案》主创克里斯·卡特为本集编剧，称“这就是结局，不会再有转机，所以必须竭尽全力做好。有不少内容令人分心，忽视实际情况，一切都在瓦解。”:209–216他还称“该是时候了，知道这是最后一次看到斯嘉丽和穆德时再来编剧感觉很奇怪”。执行制作人弗兰克·斯伯特尼（Frank Spotnitz）表示，卡特已在2002年初公布电视剧收尾的消息，给予大家充分时间思考和计划大结局，给予所有角色应得的待遇。安娜贝丝·吉什（Annabeth Gish）事后对节目体面收尾表示满意。本集出演约翰·菲茨杰拉德·拜尔斯（John Fitzgerald Byers）的布鲁斯·哈伍德（Bruce Harwood）称大结局堪称“一代人的过去”。
《真相》有许多过往分集的元素，结尾穆德和斯嘉丽在旅馆房间交谈与全剧开局很相似:211。癌人向穆德揭示的“真相”是外星人计划在2012年12月22日殖民地球，剧中还称这是玛雅人的预测:58，这又与第二季第十集《红色博物馆》（Red Museum）联系起来，该集的新興宗教成员深信2012年将拉开新时代:58。
卡特在2008年电影《X檔案：我要相信》上映前表示，如果票房理想，可能会取材《真相》揭示的外星人入侵拍摄第三部《X档案》系列电影。电影上映后，卡特、斯伯特尼、杜考夫尼和安德森都表示有兴趣参与下一部电影。但福克斯电视集团主席兼首席执行官加里·纽曼（Gary Newman）2015年1月17日透露电视台有意制作《X档案》限时电视节目，不打算拍摄系列电影。

### 选角

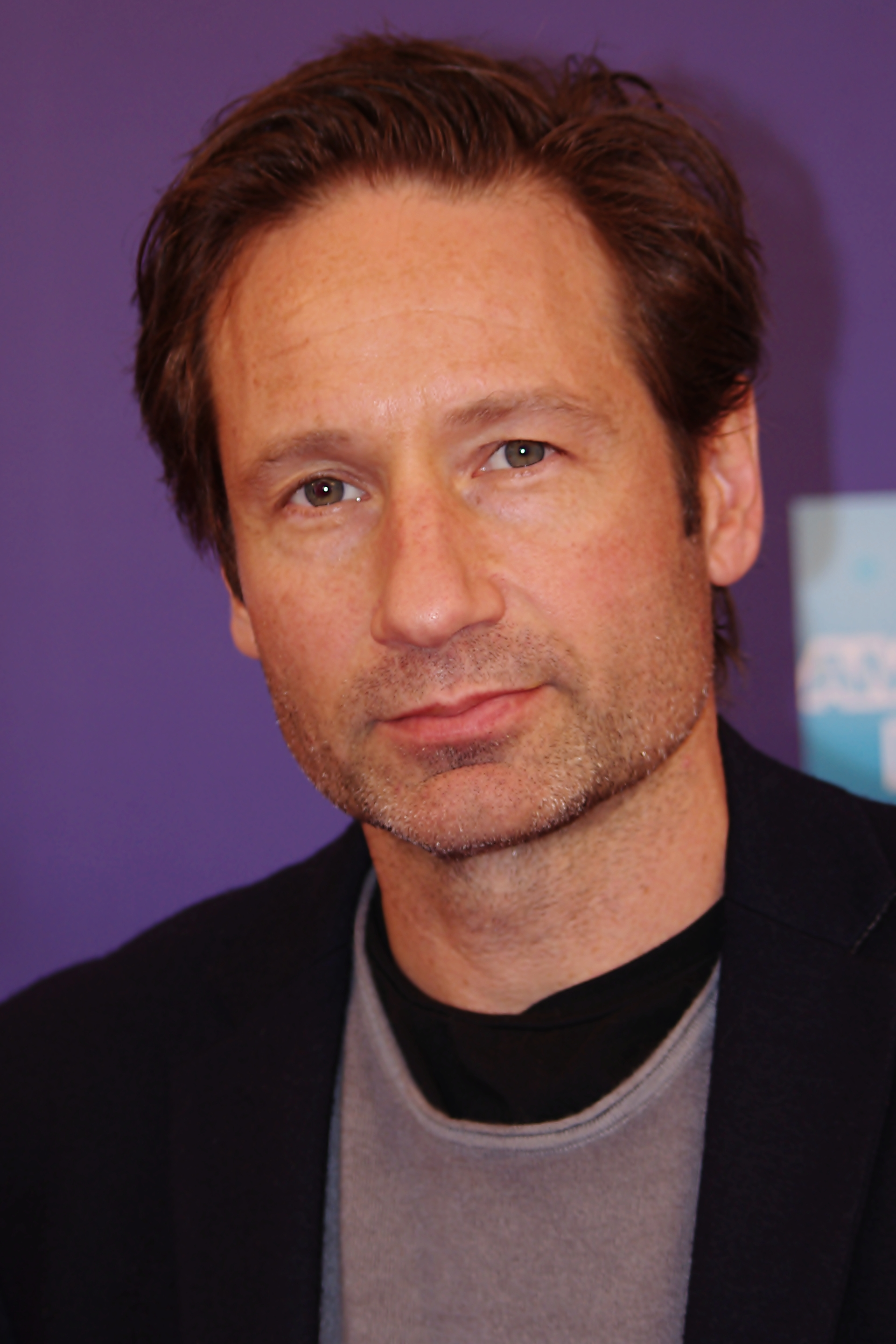
大衛·杜考夫尼阔别近一年后从《真相》回归继续扮演福克斯·穆德

杜考夫尼在第八季大结局离开后直到本集才回归主演，他和安德森、帕特里克、佩勒吉、吉什五大主演的姓名都在节目开头字幕列出，这在《X档案》全剧还是首次。只有穆德、斯嘉丽与癌人在本集和全剧开局均有亮相。除本集外，杜考夫尼还在第九季第六集《不要相信任何人》（Trust No 1）、第15集《跳鲨鱼》（Jump the Shark）和第16集《威廉》（William）露面，其中前两集只是存档录像画面，第三集是短暂客串出镜:201:204。众多以往分集死亡或很久没露面的角色在本集回归，如死在第四季开局《颠覆地球》（Herrenvolk）的X、第八局结局《存在》（Existence）中死在斯金纳枪口下的亚历克斯·克雷切克、死在第七季结局《安魂曲》（Requiem）的癌人、第八季第二集《外》（Without）后一直没露面的吉布森·普雷斯、第九季第15集《跳鲨鱼》丧生的三名孤枪侠、第六季第12集《父与子下集》（One Son）死亡、但又在第九季第16集《威廉》出现的杰弗里·斯彭德，还有第七季结局《安魂曲》后没有再出现的玛丽塔·科瓦鲁比亚。
《真相》原计划让常设角色香农·麦克马洪（Shannon McMahon）亮相，但露西·勞勒斯在拍摄《今日无大事》（Nothing Important Happened Today）上下集后不久怀孕，无法参与后面的分集。朱莉娅·维拉（Julia Vera）出演帮癌人在阿那萨吉人遗址生活的印第安妇女，她曾出演第六季同样分上下集的《梦境》（Dreamland）。据维拉事后回忆，《真相》是她“出演《X档案》最棒的体验”。:222《真相》的最后一幕原定由新辛迪加外星人领袖牙签人（Toothpick Man，阿蘭·戴爾饰）把穆德逃脱的消息告知美国总统乔治·沃克·布什（加里·纽顿饰），但这场戏拍摄后没有播出。斯伯特尼事后表示“非常高兴”制作人砍掉这段内容，还称大家对此反复讨论，但还是觉得以穆德和斯嘉丽拥抱结局最合适。制作人在DVD评论音轨表示，他们曾考虑借用艾倫·索金主创电视剧《白宫群英》搭建的椭圆形办公室外景拍摄，还计划由馬田·辛扮演他在《白宫群英》的角色約書亞·巴特勒代替布什，自认如此客串定能让电视观众会心一笑。已经拍摄但没有采用的结局后来收入第九季DVD删除镜头。

### 摄制

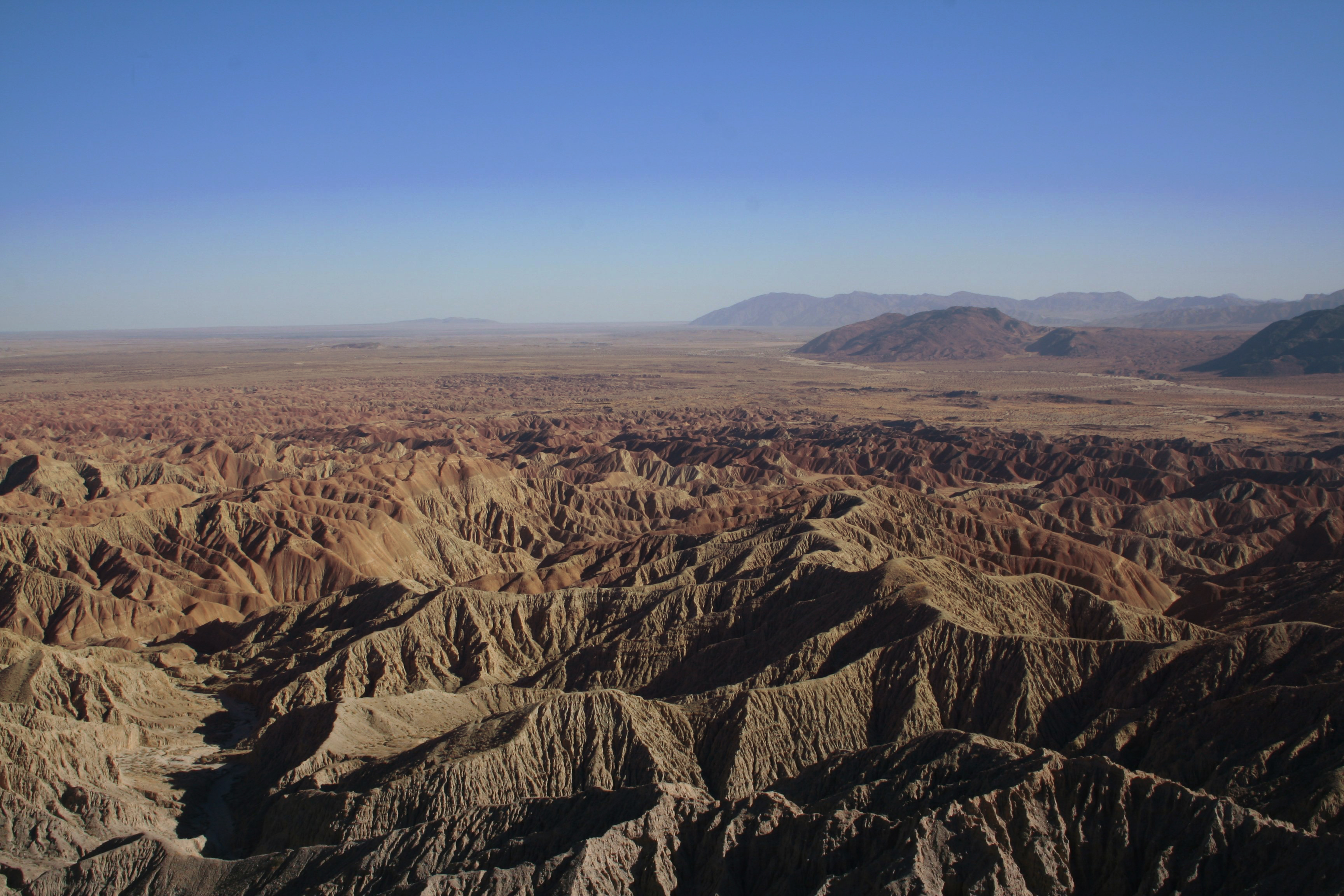
阿那萨吉人遗址是在安沙波列哥沙漠州立公园（图）取景

与第六至九季其他分集一样，本集大部分内容在洛杉矶拍摄。开头穆德潜入军事基地是在加利福尼亚州弗雷斯诺东面的水电站取景，设计组把水电站主房间重新装修拍摄剧中房间，剧组后称“作战室”。大部分装饰的室内桥段由视觉特效组完成，现实生活中存在的只有那个大污水泵。摄影师比尔·罗伊（Bill Roe）花费四到五天确保照明达到拍摄要求，导演金·曼纳斯（Kim Manners）称赞他工作出色。主计算机终端机房的桥段是在20世纪福克斯片场摄制，军警酷刑折磨穆德的镜头在麥克阿瑟堡取景，这里曾是洛杉矶圣佩德罗（San Pedro）的军事基地，1974年废弃，堡内的海洋哺乳动物护理中心也是剧组取景地:237–238。曼纳斯自称本集的法庭戏对他来说“极具挑战”，根据卡特的设想，法庭上没有观众和陪审团，这样每个镜头的出场演员就很少，同时还需确保镜头看起来令人感到“新鲜”，不致影响观众兴趣。曼纳斯对剧本长达40页的法庭戏颇感头大，称这段内容基本上需要重述《X档案》的九年历史。法庭戏外景由科里·卡普兰（Corey Kaplan）搭建。
阿那萨吉人遗址外景在安沙波列哥沙漠州立公园搭建，选址经理麦克·高登（Mac Gordon）事后回忆，当地存在罕见的“带刺黑角蜥”，剧组只能聘请许多生物学家把动物找出来后送往别处。剧组还需搭建人造遗址外景并炸毁，高登为此想尽办法说法公园管理人员同意。高登表示：“我们在野外的州立公园，到处都是摩托车（和越野车），但得知我们要搭建印第安人遗址并炸毁后他们脸都白了”。:237–238癌人的客串镜头是在20世纪福克斯片场摄制，曼纳斯指出，戴维斯扮演的人物脖子上有假洞，抽烟时烟会从洞里冒出来，这场戏很难拍，演员非常难受。导弹击中遗迹后烧死癌人的镜头是用电脑动画达成，动画师马特·贝克（Mat Beck）采用电脑成像技术绘出导弹。拍摄采用的直升机上配有真烟雾弹，火焰吞没癌人的镜头最后加拍头骨，代表人物血肉彻底烧完。保罗·拉布温事后称赞这场戏效果很好。
曼纳斯觉得片尾安德森与杜考夫尼的桥段很感人，安排在最后拍摄。在他看来，这场戏堪称整部电视剧的总结，“男人心存信念，女人怀疑但逐渐相信”。桥段是在名为拉克雷森塔（La Cresenta）的汽车旅馆拍摄，第七季第十集《存在与时间》（Sein Und Zeit）和第八季第14集《奇迹难觅》（This is Not Happening）也曾在此取景:237–238。

## 分析
《真相》结尾穆德与斯嘉丽的谈话引起作家艾伦·怀特（V. Alan White）关注，认为其中富含宗教色彩。他的著作《X档案哲学》（The Philosophy of The X-Files）声称，穆德一直对传统宗教不以为然，但这场戏表明他的立场松动，呈现接受有神论的迹象。:44, 53穆德在以往分集、特别是涉及斯嘉丽天主教信仰时显然不认同有组织宗教，经常指出神学家在面对无法解释的现象时“往往像科学家一样武断”。怀特认为这可能是穆德有意为之，斯嘉丽对超自然现象抱怀疑态度，穆德以此讽刺。穆德在《真相》结尾相信“比我们更了不起的事物，比任何外星势力都强大”，实际上就是对神的信仰。怀特进一步指出，穆德这时还拿起斯嘉丽的金色十字架，这正是剧中女主角信仰的标志。:53
评论员将剧中部分镜头和情节与神话传说对比。米歇尔·布什（Michelle Bush）的著作《神话X》（Myth-X）称穆德的求索就像寻找圣杯，《真相》喻指他和斯嘉丽“找到通往圣杯城堡的路”，但却发现负责保护秘密的受伤骑士居然是癌人。:19布什还把结尾穆德思考外星人入侵时人类希望的情节与潘朵拉的盒子相比。古希腊神祗把装满邪恶的盒子交给潘多拉，警告她万万不能打开，但她还是受好奇心驱使违背神明指示打开盒子，把邪恶放到人间。布什指出，辛迪加篡改外星人技术之举——如人类与外星人混血实验——就像潘朵拉打开盒子，“人因好奇毁灭”。神话传说中的潘朵拉打开盒子后放出各种邪恶，但就是没有把里面的希望放出来，但《真相》的结尾仍然包含希望。:47

## 播映和反响

### 收视率和家用媒体
《真相》于2002年5月19日在福克斯电视网首播，是第九季尼爾森收視率最高、收视人数最多的分集，家庭尼尔森收视率为7.5，代表全美约7.5%的家庭收看本集，观众人数达1325万。《真相》在播出时段所有节目收视率排第三，仅次于《我要活下去：馬克薩斯群島》当季大结局和经过大量宣传的《考斯比一家》复播，领先《法網豪情》的季终集。同年9月26日，《真相》通过天空第一台在英国和爱尔兰播映，共有103万观众收看，在该台节目周收视排行位居第二，仅次于《辛普森一家》。本集后来与其他涉及“超级战士”的分集一起发行《X档案神话第四卷：超级战士》（The X-Files Mythology, Volume 4 – Super Soldiers）收藏版DVD。

### 评价
评论界对《真相》反响不一，反方主要批评没有解开谜团，反而令观众产生新疑问。罗伯特·希尔曼（Robert Shearman）和拉尔斯·皮尔森（Lars Pearson）的著作《希望相信：X档案批判指南，千禧年与孤枪侠》（Wanting to Believe: A Critical Guide to The X-Files, Millennium & The Lone Gunmen）严厉批评本集，打分仅一星（最高五星）。两人觉得开局感觉挺有希望，但结尾实在可笑，特别是明确揭示外星人会在2012年12月22日殖民的情节：“这剧到底在演什么？”他们觉得《X档案》常有堪称辉煌的表现，但本想自我总结的大结局却没有回答多少问题。统一玩家在线网（UGO Network）评选“最差季终集”时把《真相》排在第14，称本集乃至第八和第九季都因缺乏明显剧情主线对全剧不利。文章指出，大结局名义上想要总结全剧情节，但穆德受审的部分令节目整体谜团无法带给观众满意回报。乔伊斯·米尔曼（Joyce Millman）在《纽约时报》发文，称“最富想象力的电视节目终于到达想象极限”。克朗（M.A. Crang）的著作《否认真相：九一一后重温X档案》（Denying the Truth: Revisiting The X-Files after 9/11）批评剧中法庭戏“沉闷到没完没了”，只不过确实把许多琐碎线索联系起来。
汤姆·凯塞尼奇（Tom Kessenich）的著作认可本集表现，虽未向观众提示节目主体谜团的任何重要答案，但能最后一次看到穆德和斯嘉丽在一起就足以让人满意。他特别喜欢收尾桥段，觉得恰如其分而且非常美妙。凯塞尼奇还称，如果没有杜考夫尼回归“谁都他妈不会在乎该剧完结”。:195–200《纽约时报》的朱莉·萨拉蒙（Julie Salamon）称赞《真相》“真到最后仍然在视觉上保持令人着迷的阴暗感，用光线和色彩巧妙暗示和点缀”。在她看来，《X档案》最吸引观众的就是阴谋论核心，《真相》表明节目自始至终保持这种特点。《科幻维度》（SciFiDimensions）杂志刊登约翰·斯奈德（John C. Snider）的文章，声称《真相》作为《X档案》大结局令人满意，节目富含转折，还有少量颇为惊喜的客串，黑色直升机的爆炸结局足够精彩，喜欢浪漫的观众会对穆德与斯嘉丽的恋情达到高潮醉心不已。
2011年，电视指南网播出特别节目《最难忘的电视大结局》（TV's Most Unforgettable Finales），《真相》排第22。

## 取景地
1. ↑  麦克阿瑟堡：33°42′43″N 118°17′46″W / 33.7120°N 118.2962°W
2. ↑  海洋哺乳动物护理中心：33°43′01″N 118°17′47″W / 33.7169°N 118.2965°W
3. ↑  安沙波列哥沙漠州立公园：33°15′23″N 116°23′57″W / 33.2565°N 116.3991°W